# Giacomo Neri
Giacomo Neri (* 1. Januar 1916 in Faenza; † 6. Mai 2010 ebenda) war ein italienischer Fußballspieler und -trainer.
Da es zu seiner aktiven Zeit mehrere Spieler mit den Familiennamen Neri gab, taucht er in Statistiken oft als Neri II auf.

## Karriere
Giacomo Neri begann seine Laufbahn in seiner Heimatstadt bei Faenza Calcio. Nach einer Spielzeit bei Rimini Calcio wechselte der Rechtsaußen 17-jährig zur Saison 1933/34 zum Serie-A-Aufsteiger AS Livorno, mit dem er 1934/35 wieder in die Serie B abstieg.
Zur Spielzeit 1936/37 wurde Neri im Alter von nur 20 Jahren von Juventus Turin verpflichtet, für die er das 6000. Tor der Klubgeschichte erzielte. Nach nur einem Jahr in Turin und Tabellenplatz fünf wurde er aus disziplinarischen Gründen aus der von Virginio Rosetta trainierten Mannschaft entlassen und wechselte zurück nach Livorno, wo der Italiener von 1937 bis 1939 in der Serie A spielte.
Von 1939 bis 1946, unterbrochen durch den Zweiten Weltkrieg, stand Giacomo Neri beim CFC Genua unter Vertrag. In dieser Zeit absolvierte er unter Vittorio Pozzo auch drei Länderspiele für Italien. Zwei gegen die Schweiz und eines gegen Deutschland, bei dem ihm sein einziger Länderspieltreffer gelang.
1946 wurde der Rechtsaußen von Inter Mailand verpflichtet, mit denen er die Ränge zehn und zwölf in der Serie A erreichte. Im Jahr 1948 wechselte Neri für zwei Jahre zu Pescara Calcio und stieg mit dem Klub aus den Abruzzen direkt in die Serie C ab. Danach beendete er seine Profilaufbahn bei Neuchâtel Xamax in der Schweiz.
In seiner aktiven Laufbahn absolvierte Giacomo Neri insgesamt 216 Serie-A-Partien, in denen er 53 Tore erzielte.
In den 1950er-Jahren arbeitete Neri als Trainer. Von 1951 bis 1954 betreute er die US Alessandria, mit der er in die Serie B aufstieg.
Giacomo Neri verstarb am 6. Mai 2010 im Alter von 94 Jahren in seiner Heimatstadt Faenza. Bis zu seinem Tod war er der älteste noch lebende Nationalspieler Italiens.